# Baindt
Baindt est une commune de Bade-Wurtemberg (Allemagne), située dans l'arrondissement de Ravensbourg, dans la région Bodensee-Oberschwaben, dans le district de Tübingen.
Le couvent des femmes cisterciennes, fondé en 1236, était une abbaye impériale. En 1802, il fut supprimé dans le cadre de la sécularisation et en 1803 il devint la propriété du Comte d'Aspremont-Lynden, avec un siège sur le banc comtal à la Diète d'Empire. En 1812, son fils a vendu le monastère. L'église abbatiale Notre-Dame devient église paroissiale en 1817. En 1841, la démolition du couvent a commencé. En 1903, les religieuses franciscaines de Heiligenbronn rachètent l'ancienne maison d'hôtes du monastère.

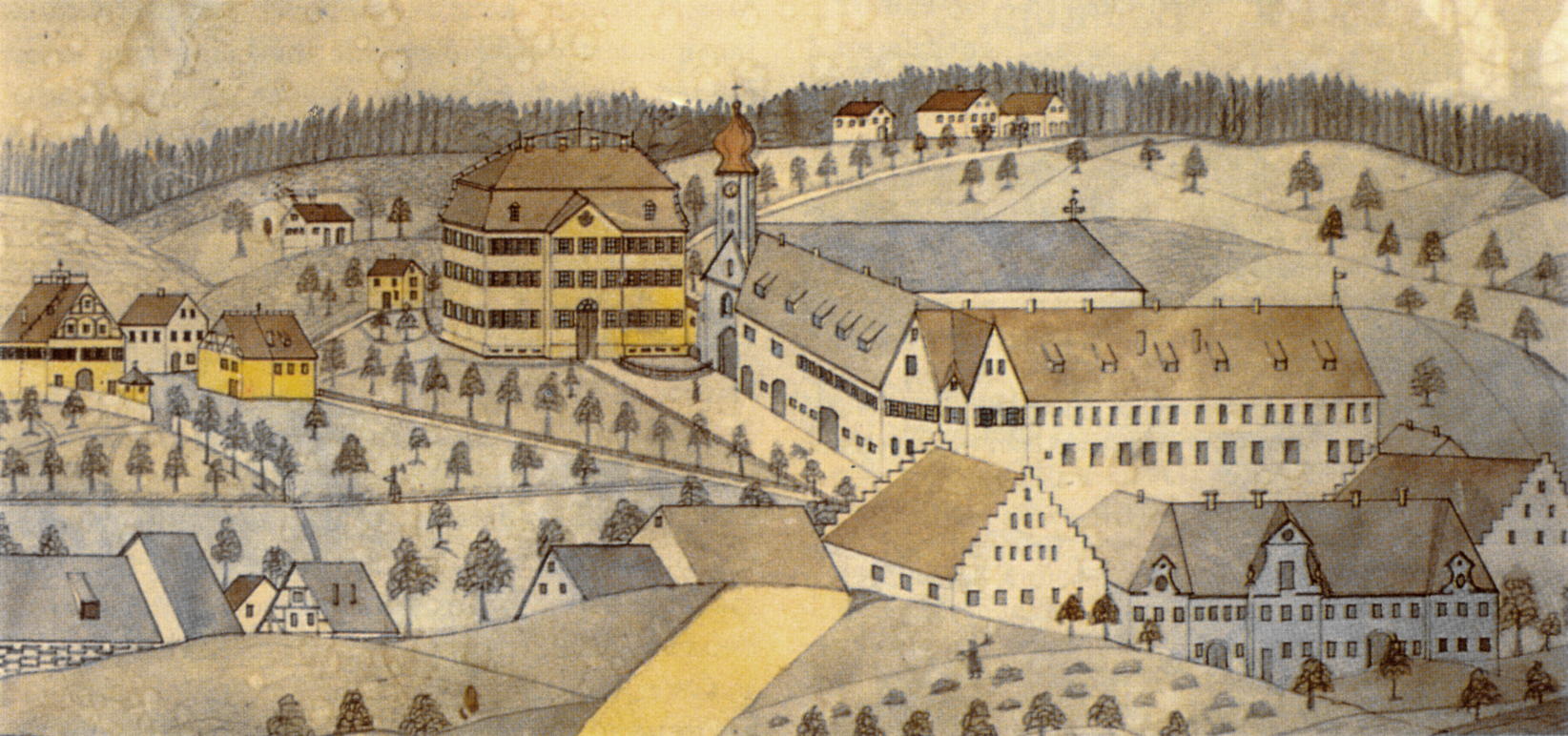
Le monastère cistercien, fondé en 1236